# Eva (Evangelion)
Pour les articles homonymes, voir Eva.
Dans l'anime Neon Genesis Evangelion et ses adaptations, les Evas sont des géants artificiels conçus pour le combat. Elles donnent leur nom à la série, « Eva » étant la forme abrégée d'« Evangelion ».

## Concept
Une Eva est un humanoïde conçu dans le but de combattre les Anges, ((Maléfiques) dans le film d'animation), c'est-à-dire les monstres mystérieux menaçant la Terre. La plupart des personnages supposent que les Evas sont des robots, mais les spécialistes parlent d'« humain de synthèse ». Cela signifie en fait que les Evas sont des créatures organiques, fabriquées par rétro-ingénierie à partir du premier Ange découvert.
Les Evas ne peuvent fonctionner qu'en présence d'un pilote. Le pilote est placé dans une capsule nommée Entry-Plug, insérée dans la nuque de l'Eva. Même si dans certains cas l'Eva échappe à tout contrôle, son fonctionnement dépend de la présence de l'humain. Cependant, les scientifiques qui les ont fabriquées finissent par développer un substitut au pilote humain, le Dummy Plug.

## Les Evas dans l'anime

### L'Eva-00: Zerogōki
C'est la première Eva et la plus difficile à maîtriser, jusqu'à maintenant seule Rei Ayanami a réussi à la piloter. Son apparence est celle d'un cyclope de couleur orange dans un premier temps (les ébauches du Zerogōki avaient cependant cinq yeux) puis changée en bleu après le combat contre Ramiel. Au cours du combat contre Armisael, elle finit détruite en raison d’une autodestruction lancée par Rei afin de tuer l’Ange.
Comme la nature réelle de Rei n'est mentionnée que tardivement, le mystère de l'âme de l'Eva-00 n'a jamais été expliqué. Il est cependant spéculé que l’âme contenue dans l’Eva serait celle de Naoko Akagi, bien que cette théorie ne fut jamais prouvée.

### L'Eva-01: Shogōki
Elle est l'Eva emblématique de la série. Ses teintes sont très sombres (noir, violet, vert) et son apparence est la plus bestiale (corne, bouche ornée d'un terrifiant rictus). Cette Eva est la plus particulière, car la mère de Shinji Ikari, Yui, s'est incorporée corps et âme dans sa Koa. Cet événement est la résultante de la synchronisation à 400% provoquée par la mère de Ritsuko. De ce fait Yui a tendance à protéger ostensiblement son fils en laissant l'Eva partir en folie furieuse (épisodes:2,16,19). Ces démonstrations de fureur font douter du contrôle de la NERV sur les Evas. Yui semble également tolérer la présence de Rei (elle est tout de même son clone) bien qu'elle la rejette dans l'épisode 21 pour montrer son opposition à Gendō. Dans le film, il devient clair que l'Eva-01 a un rôle à jouer dans le Third Impact. Après cet événement, elle finit en dérive dans l’espace, représentant une preuve de l’existence de l’humanité d’après le souhait de Yui.

### L'Eva-02: Nigōki
Il s'agit de l'Eva écarlate d'Asuka. Selon ses dires, elle est la première Eva conçue pour le combat réel (contrairement aux Eva-00 et 01 qui ne sont que des prototypes). Asuka est très possessive envers cette Eva et n'autorise aucun des autres pilotes à la manier. Dans l'épisode 22 on sent qu'Asuka considère l'Eva simplement comme son jouet alors qu'il devient clair qu'elle est le corps d'emprunt de sa mère. Cette Eva sera fortement endommagée par l'attaque de Zeruel et sera utilisée par Kaworu pour affronter Shinji et l'Eva-01 durant le dernier combat opposant les Anges aux Evas. Si dans la série originelle l'Eva-02 est préservée, dans le film, elle s'oppose aux Evas Series et est détruite par celles-ci.

### L'Eva-03: Sangōki
Cette Eva est celle qui est sous la responsabilité des États-Unis. Après « l'incident » provoqué par le complexe S2, elle est rapatriée au Japon. Cette Eva a un destin tragique, car durant le transport, le treizième ange, Bardiel en prend possession. Sous le contrôle de l'ange, l'Eva attaquera Shinji, Rei et Asuka mais sera finalement complètement déchiquetée par l'Eva-01 rendue folle furieuse par la Dummy-Plug. Elle contient probablement l'âme de la mère de Tōji qui est son pilote.

### L'Eva-04: Chigōki
Il s'agit d'une Eva dernière génération qui est la jumelle de l'Eva-03. Cette Eva est cependant blanche alors que Sangōki est noire. On ne la voit pas beaucoup, car la NERV essaie le nouveau système S2 sur cette Eva qui sera désintégrée durant le test.

### LesEvas Series
Dans la série, elles ne sont qu'une rumeur dont on entend parler par Gendō. Il semble que les différents grands États en fabriquent chacun une et que leur nombre est bien plus grand que celles de la NERV. Cependant, c'est dans le film que l'on a l'occasion de les voir. Elles sont blanches et sans yeux. Techniquement parlant, elles sont nettement supérieures aux Evas de la NERV, puisqu'elles sont dotées du système S2 (source d'énergie permettant de fonctionner sur une durée illimitée) et d'ailes qui leur permettent de voler. Elles n'ont pas de pilote, mais fonctionnent avec des Dummy Plugs basées sur Kaworu Nagisa.
Elles sont armées d'une longue épée qui se transforme en copie de la lance de Longin une fois en contact avec un A.T.Field, ce qui leur permet de facilement briser ce champ de protection. Elles sont toutes endommagées par l'Eva-02, mais finissent par se réactiver (il est possible qu'elles aient fait semblant d'être vaincues pour se jouer d'Asuka) et détruisent l'Eva-02 à court d'énergie. Par la suite elles neutralisent l'Eva-01 et forment avec elle l'arbre de vie pour provoquer le 3e Impact.

## Dans les mangas

### Manga adapté directement de la série
Le destin de chaque Eva est à peu près identique à ce qu'il est dans la série combinée au film The End of Evangelion. Quelques combats sans impact majeur n'ont pas lieu. Dans le manga, pendant le combat au cours duquel l'Eva-00 est détruite, c'est Kaworu qui pilote d'Eva-02.

### Neon Genesis Evangelion: Campus Apocalypse
Ce manga n'a en commun avec l'Evangelion d'origine que les personnages humains. En hommage à la série d'origine, l'arme que portent les adolescents, qui leur donne de formidables capacités de combat, s'appelle une Eva.

### Plan de Complémentarité Shinji Ikari
Ce manga est une comédie romantique qui n'a en commun avec l'Evangelion d'origine que les personnages humains. Les Evas n'apparaissent donc pas du tout, sauf pour une scène à la fin du tome 1, dans laquelle Eva 01 et Zeruel discutent pour se plaindre de leur absence de cette série.

### Petit Eva - Evangelion@School
Dans ce manga, on trouve des robots à forme humanoïde et à taille d'enfants qui vont à l'école avec les héros humains de la série. Evamiral est un grand costaud. Evan a une allure féminine. Eva Jolie semble fabriquée à l'image d'Asuka.

## Dans Rebuild of Evangelion

### L'Eva provisoire 05: Kasetsu Gogōki
Cette unité apparaît dans le film 2.0, son torse et sa tête sont gris, cependant contrairement aux autres unités, ses bras et jambes ne sont pas définitives, et sont remplacés par une lance pour le bras droit et une pince pour le bras gauche, ses jambes quant à elles sont remplacées par quatre membres se terminant par des roues. Cette unité est connectée à sa source d'alimentation par des pantographes, elle est pilotée par Mari illustrious Makinami.

### L'Eva-08: Hachigōki
Cette unité apparaît dans le film 3.0, elle est de couleur rose et blanche, et sa tête à une face noire avec plusieurs yeux de couleur vert. Tout comme l'Eva-02, elle possède deux versions, la version normale, et la version β, elle est pilotée par Mari illustrious Makinami.

### L'Eva Mark-04: Maaku.04
L'Evangelion Mark-04 est un ensemble d'unités apparaissant dans le film 3.0, la Mark-04 code A est un drone spatial muni de sortes de pinces et pouvant générer un anti-AT field et des lasers, la Mark-04 code B est également un drone spatial ressemblant à un disque pouvant déployer des fils métalliques et possédant elle aussi un anti-AT field, les Mark-04 code C sont des unités marines pouvant générer des colonnes d'énergie et des tentacules métalliques, elles sont rondes et au nombre de 4 unités, chargées d'empêcher le Wunder de décoller.
Trois nouvelles Evangelions de cette série font leur apparition dans le quatrième filme de la tétralogie : la Mark-44-A : une Evangelion drone collées l'une à l'autre par le dos ayant des visages d'anges et armées d'une lance de longinus[réf. nécessaire], la Mark-44-B : Une Evangelion olive et rouge sans tête ni bras se déplacant par paire et donc la tête est remplacé par un générateur électrique et la Mark-4444-C : une Evangelion composé de 4 unités olive posées sur un châssis se mouvant avec des tentacules tenant au dessus-d'elles un fusil à positron et ayant des têtes d'anges[réf. nécessaire].

### L'Eva Mark-06: Maaku.06
Cette unité apparaît dès le film 1.0, alors qu'elle n'est qu'en construction, son apparition officielle se fait dans le film 2.0. Cette unité de couleur bleue et jaune est le portrait craché de l'Eva-01 à l'exception de sa corne et du halo présent lors de son activation, elle est pilotée par Kaworu Nagisa[réf. nécessaire].

### L'Eva Mark-07: Maaku.07
Unité apparaissant dans le dernier film, elles sont fabriquées en série, de couleurs blanches et noires leur apparence est très différente d'une unité standard, plus maigre, arborant une armure en croisillons laissant apparaître des files rouges, elles ont un cou noir, un halo, et leur tête sont des crânes humains[réf. nécessaire].

### L'Eva Mark-09: Maaku.09
Cette unité apparaissant dans le film 3.0 est le portrait craché de l'Eva-00, avec des différences mineures au niveau de la tête et de sa couleur qui est grise au lieu de blanche. Cette unité, tout comme les autres unités de la série Mark, semble posséder une source d'énergie interne illimitée. Cette unité est pilotée par la seconde Rei Ayanami, au cours du film elle se métamorphosera en une unité noire et rouge possédant une tête à yeux multiples avec une corne et un halo appelée hôte des Adams.

### Les Eva Mark-09-A, Mark 10, Mark 11, Mark 12: Maaku.09-A, Maaku.10, Maaku.11, Maaku.12
Ce sont des quadruplés faisant penser aux quatre cavaliers de l'apocalypse ; leur design général est similaire : la forme d'une unité classique à dominante noire, une tête ressemblant à celle d'un ange. les seules choses qui les différencient : les chiffres romains que représente le design des lignes de leur visage et leur couleur mineure : Mark 09-A : jaune Mark 10[réf. nécessaire].

### L'Eva-13
Cette unité apparaissant dans le film 3.0, est très semblable à l'Eva-01 à l'exception de ses yeux au nombre de quatre, de sa corne, et de sa poitrine. Cette unité a la particularité d'avoir besoin de deux pilotes : Kaworu Nagisa et Shinji Ikari. Au cours du film, des drones servant à générer un AT-field, et deux bras supplémentaires, scellés dans le torse, feront leur apparition. Cette unité comme la série des Mark n'a aucune source d'alimentation externe, elle est appelée « survivant des Adams ».

### AAA Wunder
Le vaisseau AAA Wunder pour Autonomous Assault Ark Wunder ou en français Arche d'Assaut Autonome Wunder est un cas spécial dans l'univers d'Evangelion. Il a été volé par Ryoji Kaji pour la Wille afin de s'en servir d'arche de préservation de la vie sur Terre en cas d'Impact. Introduit dans le film 3.0, cette arche a la forme d'un gigantesque oiseau squelettique, il est propulsé à l'arrière par deux ensembles de trois réacteurs, et il possède à l'avant quatre ensembles de réacteurs donnant un total de vingt réacteurs pour la rétropropulsion. Ce vaisseau est activé de la même façon qu'une Evangelion, et possède certaines caractéristiques appartenant aux anges comme les halo, le sang jaillissant de ses ailes lorsqu'elles sont endommagées par l'unité Mark-04 code C, ou un bruit de respiration et quelquefois de hululement. Tout comme les Evas et les Anges, ce vaisseau est capable de générer un AT-field. Servant de base à la Wille, ses systèmes sont régis par le super-ordinateur Magi Achiral, et l'énergie nécessaire à son activation complète est fournie par l'Evangelion-01 après sa capture par l'organisation. Il semble que le Adam à partir duquel a été fabriqué l'Eva Mark-09 soit son véritable maître. Dans le dernier film de la tétralogie, il est révélé que le véritable nom du vaisseau est NHG Buβe et qu'il fait partie d'un quatuor de vaisseaux liés aux Adams, et fabriqué par la Nerv, l'Evangelion Mark 09-A réussit à en reprendre le contrôle

### NHG Erlösung, NHG Erbsünde, NHG Gebet
Ces trois vaisseaux font partie de la même gamme de vaisseaux que le Wunder, mais en plus abouties : de couleur noires, possédant quatre ailes, des queues munies de piques et trois pyramides sur le dessus, ils sont chacun associés à une Evangelion : NHG Erlösung : l'Evangelion Mark.10, NHG Erbsünde : l'Evangelion Mark.11 et NHG Gebet : l'Evangelion Mark.12[réf. nécessaire].